# Ourcq
Der Ourcq  ist ein Fluss in Frankreich, der in den Regionen Hauts-de-France und Île-de-France verläuft. Er entspringt im Gemeindegebiet von Courmont, entwässert in einem Bogen von Nordwest über West nach Südwest und mündet nach rund 86 Kilometern an der Gemeindegrenze von Lizy-sur-Ourcq und Mary-sur-Marne als rechter Nebenfluss in die Marne. Auf seinem Weg durchquert der Ourcq die Départements Aisne, Oise und Seine-et-Marne.
Der Fluss versorgt – gemeinsam mit den Quellen von Rungis – die Stadt Paris mit Trinkwasser.

## Zuflüsse
Der Ourcq nimmt folgende Gewässer auf:
| Linke Zuflüsse: - Ru du Paradis - Ruisseau de Favières - Ru d’Oie - Ru de la Sablonnière - Ru Saint-Georges - Ordrimouille - Ru Garnier - Wadon - Ru du Gril - Ru d’Allan - Clignon - Ru de la Croix Hélène - Ru de Chaton - Ru de Méranne | Rechte Zuflüsse: - Ruisseau du Moulin - Ru de Coupé - Ru du Pont Brûlé - Ru de la Pelle - Ru Vacher - Ru de Chaudailly - Ru de Pudeval - Savières - Ru d’Autheuil - Grivette - Gergogne |

## Orte am Fluss
- Courmont
- Fère-en-Tardenois
- La Ferté-Milon
- Marolles
- Mareuil-sur-Ourcq
- Crouy-sur-Ourcq
- Lizy-sur-Ourcq

## Schifffahrt
Der Ourcq wurde Anfang des 19. Jahrhunderts auf Initiative von Napoléon I. teilweise umgeleitet und für die Schifffahrt ausgebaut. Im Abschnitt zwischen dem Dörfchen Silly-la-Poterie und Mareuil-sur-Ourcq wurde der Fluss auf einer Länge von 11 Kilometern kanalisiert und mit Hilfe von drei Schleusen für den Frachtverkehr eingerichtet. Im Abschnitt zwischen Mareuil-sur Ourcq und Lizy-sur-Ourcq wurde parallel zum Fluss als Seitenkanal der Canal de l’Ourcq erbaut, der bei Lizy-sur-Ourcq das Tal des Ourcq verlässt und bis in das Stadtgebiet von Paris weiterführt.